# شينسوكي شيمابوكورو
شينسوكي شيمابوكورو (باليابانية: 島袋 信介) (13 يناير 1983 في ناغاساكي في اليابان – )؛ هو لاعب كرة قدم سابق كان يلعب كلاعب وسط.

## وصلات خارجية
- شينسوكي شيمابوكورو على موقع رابطة كرة القدم اليابانية للمحترفين (اليابانية)